# Riccardo Secondi
Riccardo Secondi (Cologno ed Uniti, 23 ottobre 1832 – Lodi, 4 ottobre 1903) è stato un politico e oculista italiano.
Fu senatore del Regno d'Italia dalla XIV legislatura.